# Läsjön (Idre socken, Dalarna)
Läsjön är en sjö i Härjedalens kommun och Älvdalens kommun i Dalarna och ingår i Dalälvens huvudavrinningsområde. Sjön har en area på 1,02 kvadratkilometer och ligger 786,2 meter över havet. Sjön avvattnas av vattendraget Storån.

## Delavrinningsområde
Läsjön ingår i det delavrinningsområde (691061-132044) som SMHI kallar för Utloppet av Läsjön. Medelhöjden är 815 meter över havet och ytan är 5,76 kvadratkilometer. Räknas de 2 avrinningsområdena uppströms in blir den ackumulerade arean 8,44 kvadratkilometer. Storån som avvattnar avrinningsområdet har biflödesordning 2, vilket innebär att vattnet flödar genom totalt 2 vattendrag innan det når havet efter 530 kilometer. Avrinningsområdet består mestadels av skog (51 procent) och kalfjäll (29 procent). Avrinningsområdet har 1,14 kvadratkilometer vattenytor vilket ger det en sjöprocent på 19,7 procent.